# Robert de Flers
Pour les articles homonymes, voir Flers.
Robert de la Motte-Ango de Flers, né le 25 novembre 1872 à Pont-l'Évêque et mort le 30 juillet 1927 à Vittel, est un dramaturge et librettiste français.
Auteur de très nombreuses comédies et opérettes en collaboration avec Gaston Arman de Caillavet puis Francis de Croisset, il est élu, en 1920, à l'Académie française.

## Biographie

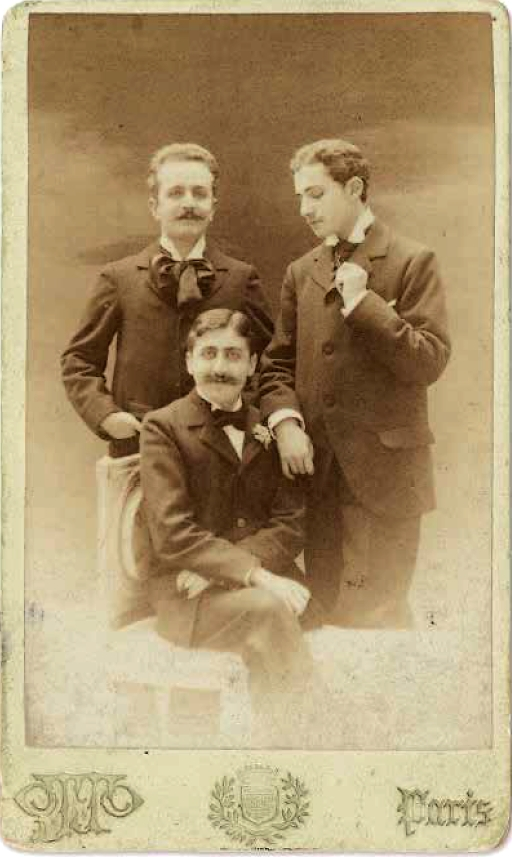
Avec Marcel Proust (assis) et Lucien Daudet (à droite) en 1896.

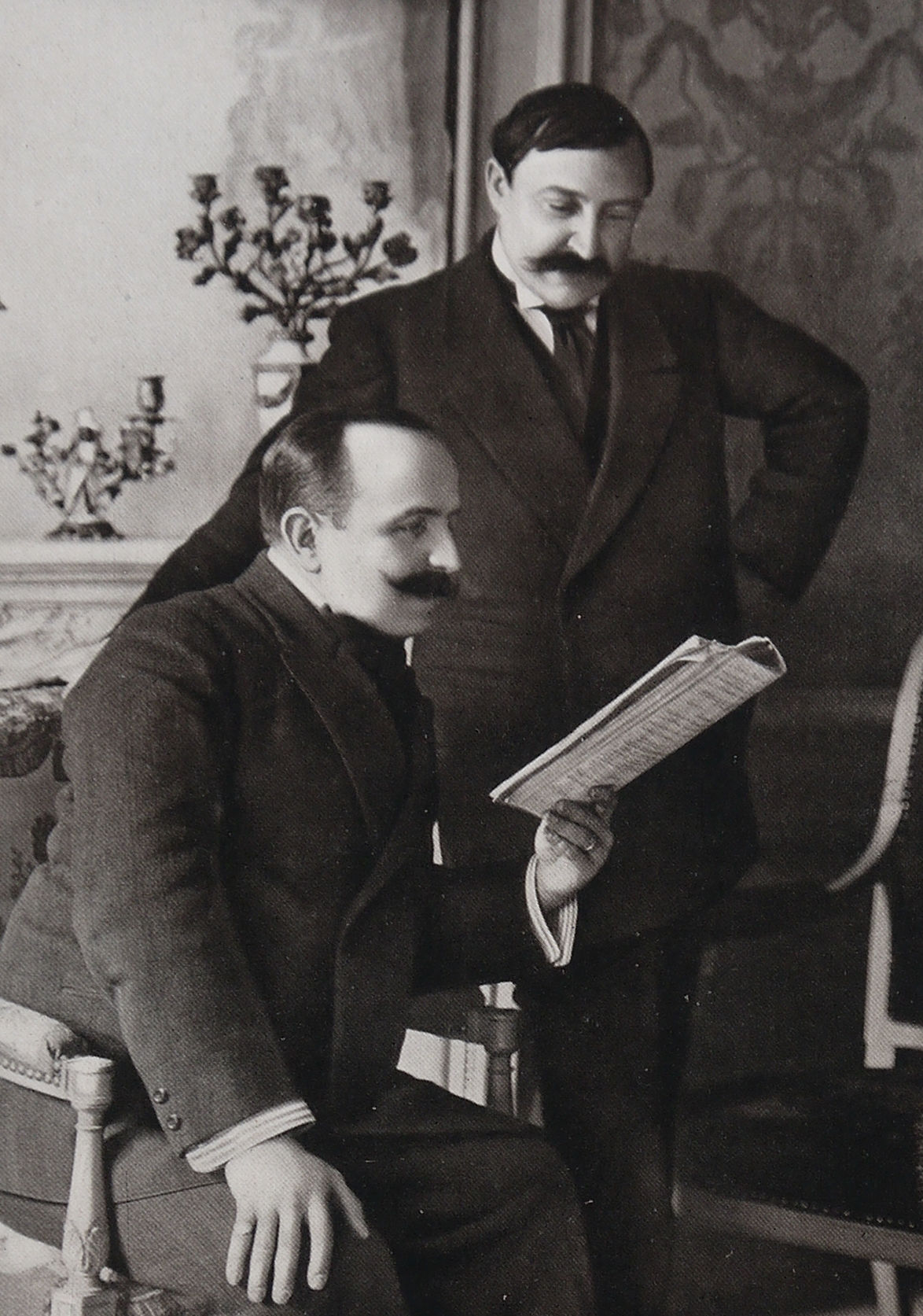
Avec Gaston Arman de Caillavet en 1910.

Issu de la famille de La Motte-Ango de Flers, fils de Marguerite de Rozière et de Jean de La Motte-Ango, marquis de Flers, sous-préfet de Pont-l'Évêque et inspecteur général des services administratifs du ministère de l'Intérieur, Robert de Flers a obtenu une licence de droit, puis d’histoire, songeant à entrer, suivant la voie de ses grands-pères, le journaliste Hyacinthe de Flers et l'historien Eugène de Rozière, dans la diplomatie avant de se tourner vers la littérature et le journalisme. Au lycée Condorcet, il a été le condisciple de Marcel Proust, et les deux écrivains resteront très liés tout au long de leur vie.
Un voyage en Orient, Naples, Athènes, Constantinople, entrepris à la fin de ses études, lui inspire ses premiers écrits, parmi lesquels une nouvelle (La Courtisane Taïa et son singe vert), dédiée à Anatole France, un conte (Ilsée, princesse de Tripoli), illustré par Mucha, un récit de voyage (Vers l'Orient), couronné par l’Académie française, et un Essai de critique, paru en 1900. Après avoir fait ses débuts dans le journalisme au Soleil, sous la direction d’Édouard Hervé et à la Revue bleue, ses talents de chroniqueur lui valent bientôt une notoriété qui lui vaut d’être choisi comme critique littéraire et dramatique au journal la Liberté.
Introduit par François de Nion au cercle des Escholiers, en 1896, il en devient dès 1897, le président, organisant des soirées où il disait des vers. Au cours des deux années de sa présidence, il a monté cinq spectacles : Plaisir de rompre, de Jules Renard ; l’Enfant malade, de Romain Coolus ; Dans la nuit, d’André de Lorde et Eugène Morel ; Pygmalion et Daphné, de Gabriel Trarieux, et enfin la Confidente, d’André Picard. À l’époque où les représentations d’amateurs étaient à la mode parmi les gens du monde, il a fait ses débuts dans la Princesse Georges d’Alexandre Dumas, représenté chez le poète Jacques Normand après avoir pris quelques cours de diction auprès de Marie-Thérèse Kolb de la Comédie-Française.
Conseiller général de la Lozère, dès 1898, il s’engage aux côtés d’Émile Zola dans la cause de l’innocence d’Alfred Dreyfus, et ira jusqu’à déposer devant la Chambre criminelle, le 9 mai 1904, lors de la révision du procès de Rennes.
Bien que le journalisme, qu’il a pratiqué quotidiennement comme chroniqueur, critique dramatique ou simple échotier, l’ait mené à tout sans qu’il ait jamais voulu en sortir, parce que c’était pour lui un moyen de se tenir en contact direct avec la vie et le grand public, Robert de Flers était néanmoins avant tout dramaturge. Irrésistiblement attiré depuis toujours vers le théâtre, déjà au collège, il faisait représenter chaque année une pièce de son cru, qu’il interprétait avec ses camarades. Plus tard, il avait joué la comédie de salon dans deux troupes de l’époque : la troupe Aubernon et la troupe de Saint-Victor, où il tenait tous les emplois, y excellant également. C’est là qu’il a fait la rencontre de Victorien Sardou, dont il devait devenir le gendre, et de Gaston Arman de Caillavet, qui deviendra son collaborateur et grand ami. Ensemble, ils ont d’abord écrit, de 1901 à 1906, des opérettes. En même temps, ils abordent la comédie avec des pièces gaies et spirituelles, telles que Le Sire de Vergy (1903), Les Sentiers de la vertu (1903), Pâris ou le Bon Juge (1906), Miquette et sa mère (1906). C’est également vers cette époque que Gaston Gallimard fait ses débuts professionnels en entrant à son service comme secrétaire.
Pendant quinze ans, le duo règne en maître sur le vaudeville français et signent de plus le livret Fortunio, comédie lyrique mis en musique par André Messager, d'après Le Chandelier d'Alfred de Musset. En 1908, ils s’adjoignent Emmanuel Arène, pour donner la pièce, le Roi, considérée par la critique comme leur chef-d'œuvre, avant de reprendre la série avec l’Âne de Buridan (1909), le Bois sacré (1910), Papa (1911), Primerose (1911), la Belle Aventure (1913), en collaboration avec Étienne Rey, L'Habit vert (1913), dont le succès sera éblouissant. En 1914, ce sera Monsieur Brotonneau, qui, rejoindra Primerose au répertoire de la Comédie-Française. Nombre de ces pièces seront portées avec succès au grand écran.
Entré en 1902 au Figaro, où il est adjoint d’Alfred Capus, il rapporte avec impartialité, malgré sa colère, les audiences du procès d’Henriette Caillaux, qui a assassiné, le 16 mars 1914, le directeur de son quotidien, Gaston Calmette. Engagé volontaire, lorsque éclate la Première Guerre mondiale, Émile Berr le remplace à son poste. Ayant repris ses galons de sous-officier, il est d’abord simplement le second du chauffeur d’Albert Dalimier. En 1916, envoyé à Bucarest comme chargé d’affaires, il doit, pour rejoindre son poste, traverser sous un déguisement toute la Russie et survoler la Roumanie occupée par les Allemands.
Là, officiellement chargé de diriger la légation de France en Roumanie, il négocie l’entrée en guerre de la Roumanie aux côtés de la Triple-Entente. Ensuite, attaché comme officier de liaison à l’armée russo-roumaine de Dobroudja, il doit, pour rejoindre son poste, effectuer 800 kilomètres en avion, à travers la Russie bolchevique puis au-dessus des lignes ennemies, après avoir décollé clandestinement, en territoire occupé par les Allemands, qui avaient mis sa tête à prix, et atterrir dans les mêmes conditions, pour effectuer des reconnaissances de positions ennemies sous un violent feu d’artillerie et d’infanterie ou survolant en avion à l’aller et au retour, au cours d’une liaison spéciale pour le compte du général commandant en chef les armées alliées en Orient, un territoire ennemi duquel il a été canonné et mitraillé à faible altitude, ce qui lui vaut d’être porté à l’ordre du jour, à quatre reprises, et récompensé, par la croix de guerre à double palme, ainsi que d’être nommé Grand-croix de l’ordre de la Couronne de Roumanie. Après l’armistice, il sera chargé d’affaires de France en Roumanie.
Le 3 juin 1920, l'auteur de L'Habit vert, comédie raillant l’Académie française, se voit lui-même élu quai de Conti au 5e fauteuil, en remplacement de Pierre de Ségur. Son buste est exécuté par le statuaire Philippe Besnard.
Rédacteur en chef, avec Alfred Capus, du Figaro depuis son retour de Roumanie, il quitte, avec ce dernier, le journal en 1920, à la suite d’un conflit interne, et collabore au Gaulois, jusqu’au 1er mars 1922, date à laquelle le journal, étant devenu société par actions, le parfumeur François Coty rachète la majorité des parts. Depuis, directeur littéraire et critique dramatique, il reprend ses articles et ses feuilletons.
Caillavet mort en 1915 d’une maladie contractée l’été précédent, il collabore avec Francis de Croisset sur Ie Retour, à l’Athénée, Les Vignes du Seigneur (1923), au Gymnase, Les Nouveaux Messieurs (1925) à l’Athénée, Le Docteur Miracle (1926), au théâtre de la Madeleine. Ils donnent, en outre, le livret de l'opérette Ciboulette (1923), aux Variétés, sur une musique de Reynaldo Hahn.

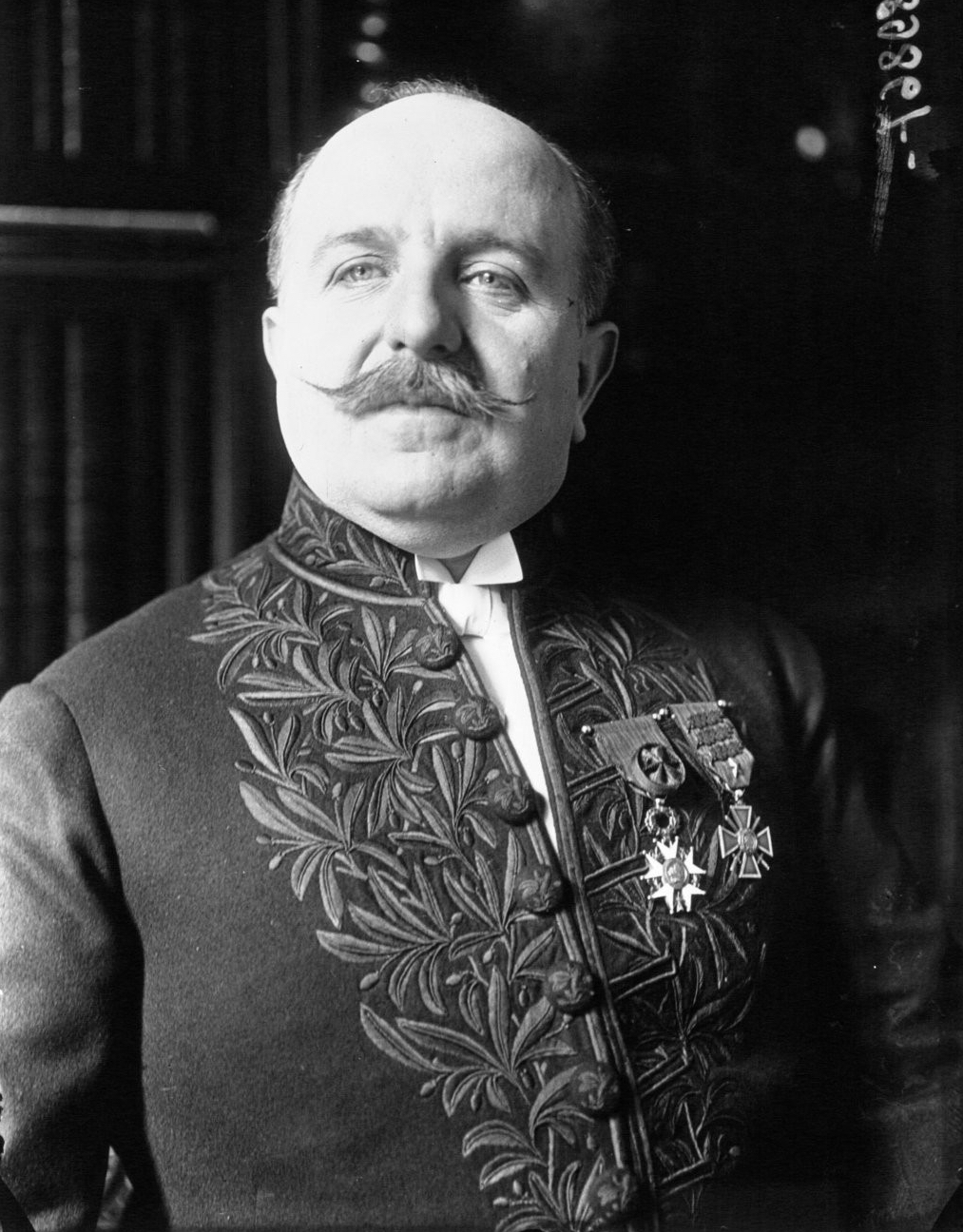
Robert de Flers en tenue d'académicien en 1921.

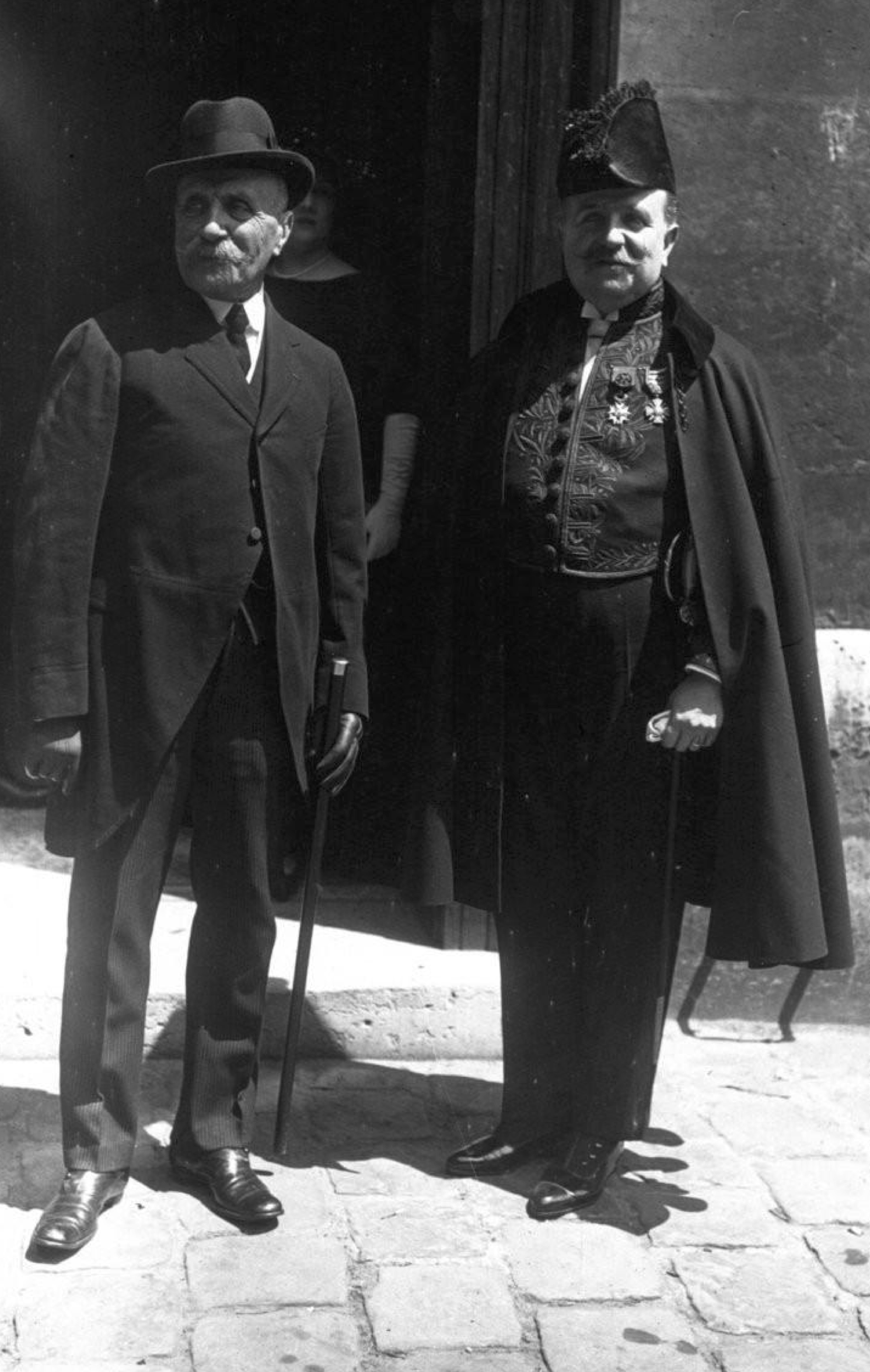
Robert de Flers et le maréchal Foch lors de la réception de Flers à l'Académie française (Paris, 16 juin 1921).

Appelé à la présidence de la Société des auteurs et compositeurs dramatiques, sa politique ferme et énergique lui a valu d’être nommé, par acclamation spontanée et unanime, président d’honneur de la Société. Nommé chevalier de la Légion d'honneur, en 1907, il a été élevé au rang d’officier, en 1913, puis enfin de commandeur, en 1926.
Mort des suites d’une crise de goutte compliquée d’un commencement de congestion pulmonaire, subie deux mois avant sa mort, et qui l’avait forcé à se mettre au repos, à Vittel, dont il était un des plus anciens habitués, il a été enterré au cimetière du Père-Lachaise,.
Francis de Croisset a publié, en 1929, un hommage à son collaborateur, intitulé Le Souvenir de Robert de Flers, suivi de leur dernière pièce inédite Les Précieuses de Genève. Il passe pour être, avec Robert de Montesquiou, Gaston de Caillavet, au nombre des modèles du personnage de Robert de Saint-Loup de Proust dans la recherche du temps perdu. Son prénom (qui est aussi celui de Dreyfus et de Billy) est celui que Proust a donné à Saint-Loup, et son nom complet « Saint-Loup-en-Bray » peut évoquer l’ascendance normande de Flers avec une allusion au pays de Bray. Flers, décrit par Proust à Billy comme « le jeune et charmant, et intelligent, et bon, et tendre Robert de Flers », figure également dans la célèbre photographie qui provoquera la colère de la mère de l’écrivain en confirmant ses tendances avec la vue de Lucien Daudet contemplant amoureusement Proust assis et triomphant.

## Hommages et postérité

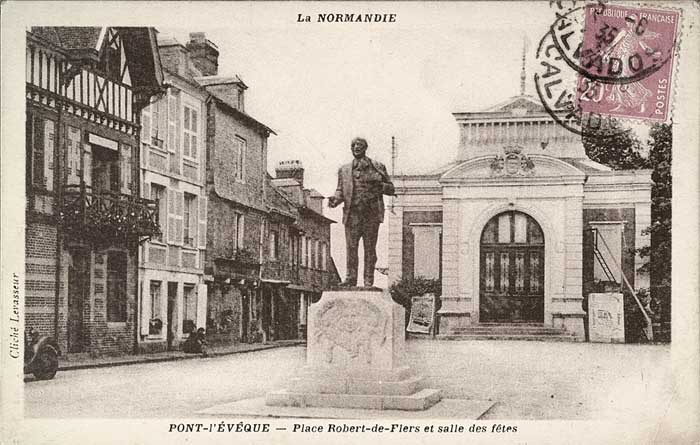
Statue le représentant à Pont-l'Évêque.

- La rue Robert-de-Flers dans le 15e arrondissement de Paris porte son nom.
- Une place à Pont-l'Évêque porte son nom.
- Une statue en bronze le représentant, réalisée par Philippe Besnard est inaugurée, le 16 septembre 1929, sur la place ci-dessus, à Pont-l'Évêque. En 1941, elle est déboulonnée et détruite sous le régime de Vichy, sous prétexte de la mobilisation des métaux non ferreux. Resté vide, le piédestal sera déplacé par la suite dans le parc situé derrière la mairie.
- Une rue de Bucarest a reçu son nom, en hommage à sa mission diplomatique en Moldavie.
- En 1963, son fils François a offert à l'hôtel de ville de Pont-l'Évêque un médaillon le représentant.

## Jugements
« Honnête homme, au sens raffiné de ce terme, voilà bien M. Robert de Flers. »

— Édouard Herriot, ministre de l’Instruction publique.

« Il me représentait une race d'esprits : ceux qui ne savent que l'anecdote, l'individu, le pittoresque, s'y montrent de vrais virtuoses (celui-ci était un merveilleux conteur) et sont devant les idées, pris d'une sorte d'hostilité fébrile comme sous une injure personnelle. »

— Julien Benda, Un régulier dans le siècle.

## Œuvres

### Théâtre
- 1901 : Les Travaux d'Hercule, opéra bouffe en trois actes, avec Gaston Arman de Caillavet, musique de Claude Terrasse, théâtre des Bouffes-Parisiens, 7 mars.
- 1902 : Chonchette, opéra bouffe en 1 acte, avec Gaston Arman de Caillavet, musique de Claude Terrasse, théâtre des Capucines, 12 avril 1902.
- 1902 : Le cœur a ses raisons, comédie en 1 acte, avec Gaston Arman de Caillavet, théâtre de la Renaissance, 13 mai.
- 1903 : Le Sire de Vergy, opéra bouffe en 3 actes, avec Gaston Arman de Caillavet, musique de Claude Terrasse, théâtre des Variétés, 16 avril 1903.
- 1903 : Les Sentiers de la vertu, comédie en 3 actes, avec Gaston Arman de Caillavet, théâtre des Nouveautés, 7 décembre.
- 1904 : La Montansier, comédie historique en 4 actes et un prologue, avec Gaston Arman de Caillavet et Henry Ibels, théâtre de la Gaîté, 24 mars - évocation de Marguerite Brunet, dite Mademoiselle Montansier
- 1904 : Monsieur de La Palisse, opéra-bouffe en 3 actes, avec Gaston Arman de Caillavet, musique de Claude Terrasse, théâtre des Variétés, 2 novembre.
- 1905 : L'Ange du foyer, comédie en 3 actes, avec Gaston Arman de Caillavet, théâtre des Nouveautés, 19 mars.
- 1906 : La Chance du mari, comédie en un acte, avec Gaston Arman de Caillavet, théâtre du Gymnase, 16 mai.
- 1906 : Pâris ou le Bon Juge, opérette en 2 actes, avec Gaston Arman de Caillavet, musique de Claude Terrasse, théâtre des Capucines, 1er mars.
- 1906 : Miquette et sa mère, comédie en 3 actes, avec Gaston Arman de Caillavet, théâtre des Variétés, 2 novembre.
- 1907 : Fortunio, comédie lyrique en 4 actes et 5 tableaux, d'après Le Chandelier d'Alfred de Musset, avec Gaston Arman de Caillavet, musique d'André Messager, Opéra-Comique, 5 juin.
- 1907 : L'amour veille, comédie en 4 actes, avec Gaston Arman de Caillavet, Comédie-Française, 1er octobre.
- 1907 : L'Éventail, comédie en 4 actes, avec Gaston Arman de Caillavet, théâtre du Gymnase, 29 octobre.
- 1908 : Le Roi, comédie en 4 actes, avec Gaston Arman de Caillavet et Emmanuel Arène, théâtre des Variétés, 24 avril.
- 1909 : L'Âne de Buridan, comédie en 3 actes, avec Gaston Arman de Caillavet, théâtre du Gymnase, 19 février.
- 1910 : Le Bois sacré, comédie en 3 actes, avec Gaston Arman de Caillavet, théâtre des Variétés, 22 mars.
- 1911 : La Vendetta, drame lyrique en 3 actes, avec Gaston Arman de Caillavet, d'après une nouvelle de Loriot-Lecaudey, musique de Jean Nouguès, Opéra de Marseille, 27 janvier.
- 1911 : Papa, comédie en 3 actes, avec Gaston Arman de Caillavet, théâtre du Gymnase, 11 février.
- 1911 : Primerose, comédie en 3 actes, avec Gaston Arman de Caillavet, Comédie-Française, 9 octobre.
- 1912 : L'Habit vert, comédie en 4 actes, avec Gaston Arman de Caillavet, théâtre des Variétés, 16 novembre.
- 1913 : La Belle Aventure, comédie en 3 actes, avec Gaston Arman de Caillavet et Étienne Rey, théâtre du Vaudeville, 23 décembre.
- 1914 : Béatrice, légende lyrique en 4 actes, d'après Charles Nodier, avec Gaston Arman de Caillavet, musique d'André Messager
- 1914 : Monsieur Brotonneau, pièce en 3 actes, avec Gaston Arman de Caillavet, théâtre de la Porte-Saint-Martin, 8 avril.
- 1920 : Le Retour, comédie en 3 actes, avec Francis de Croisset, théâtre de l'Athénée, 26 octobre.
- 1923 : Cydalise et le Chèvre-pied, ballet en deux actes et trois tableaux, avec Gaston Arman de Caillavet, musique de Gabriel Pierné.
- 1923 : Le Jardin du paradis, conte lyrique en quatre actes, d'après Hans Christian Andersen, avec Gaston Arman de Caillavet, musique d'Alfred Bruneau.
- 1923 : Les Vignes du Seigneur, comédie en trois actes, avec Francis de Croisset, théâtre du Gymnase, 16 janvier.
- 1923 : Ciboulette, opérette en trois actes et quatre tableaux, avec Francis de Croisset, musique de Reynaldo Hahn, théâtre des Variétés, 7 avril.
- 1923 : Romance, pièce en 3 actes, d'après Edward Sheldon, avec Francis de Croisset, théâtre de l'Athénée, 24 décembre.
- 1925 : Les Nouveaux Messieurs, comédie en 4 actes, avec Francis de Croisset, Paris, théâtre de l'Athénée, 12 février.
- 1927 : Le Docteur Miracle, pièce en trois actes et cinq tableaux, avec Francis de Croisset, théâtre de la Madeleine.
- 1929 : Les Précieuses de Genève, comédie en trois actes, avec Francis de Croisset (posth.)

### Autres écrits
- La Courtisane Taïa et son singe vert, nouvelle, 1896.
- Le Rire du Sphinx, 1896.
- Vers l'Orient, récit de voyage, 1896.
- Ilsée, princesse de Tripoli, conte, édité par Henri Piazza, 1897.
- Entre cœur et chair, 1899.
- Le Théâtre et la Ville : Essais de critique, notes et impressions, 1900.
- La Petite Table, 1920.
- Beaune, ses vins, son Hôtel-Dieu, 1921.
- Sur les chemins de la guerre. (France-Roumanie-Russie), 1921.
- Hugues Delorme chez les fées, 1922.
- La Langue française et la Guerre, 1922.
- Le Sentiment religieux et la Science. Enquête auprès des membres de l'Académie des sciences, 1928.

## Adaptations au cinéma
- 1929 : Les Nouveaux Messieurs, film français de Jacques Feyder.
- 1932 : Das Schöne Abenteuer, film allemand de Reinhold Schünzel.
- 1932 : La Belle Aventure, film français de Roger Le Bon avec Jean Périer et Paule Andral.
- 1933 : Primerose, film français de René Guissart avec Madeleine Renaud et Henri Rollan
- 1936 : Le Roi, film français de Pierre Colombier avec Victor Francen, Raimu et Gaby Morlay
- 1937 : L'Habit vert, film français de Roger Richebé avec Elvire Popesco et Meg Lemonnier
- 1937 : L'amour veille, film français de Henry Roussell avec Henry Garat et Jacqueline Francell
- 1937 : L'Ange du foyer, film français de Léon Mathot avec Lucien Barouxet Betty Stockfeld.
- 1939 : Le Bois sacré, film français de Léon Mathot avec Elvire Popesco et Gaby Morlay.
- 1939 : Monsieur Brotonneau, film français d'Alexander Esway avec Raimu et Josette Day.
- 1942 : Dernière Aventure, film français de Robert Péguy d'après Papa avec Jean-Max, Pierre Dux.
- 1949 : Miquette et sa mère, film français de Henri-Georges Clouzot avec Danièle Delorme, Bourvil et Louis Jouvet.

## Galerie

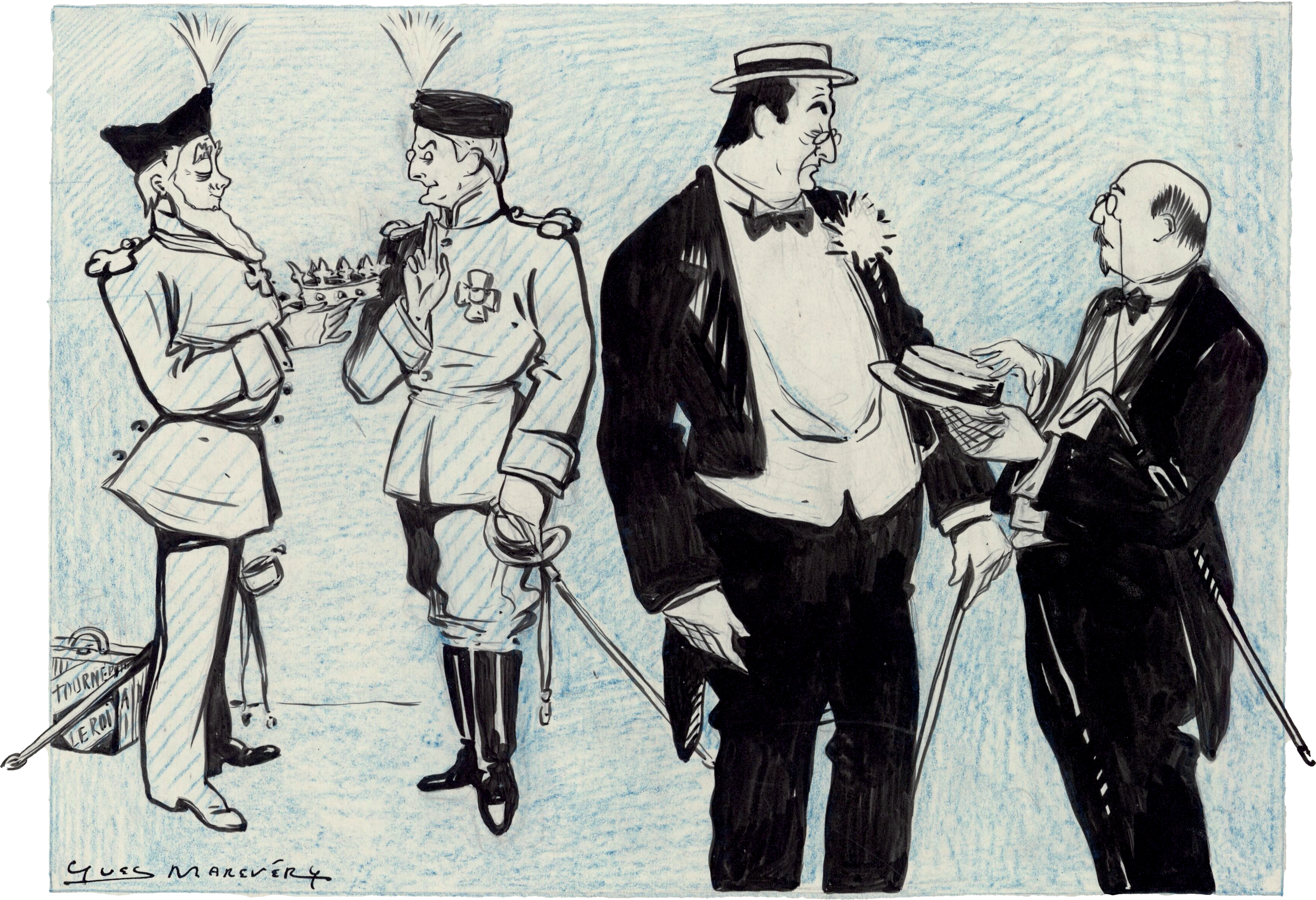
Le Roi aux Variétés, dessin d’Yves Marevéry, 1908.
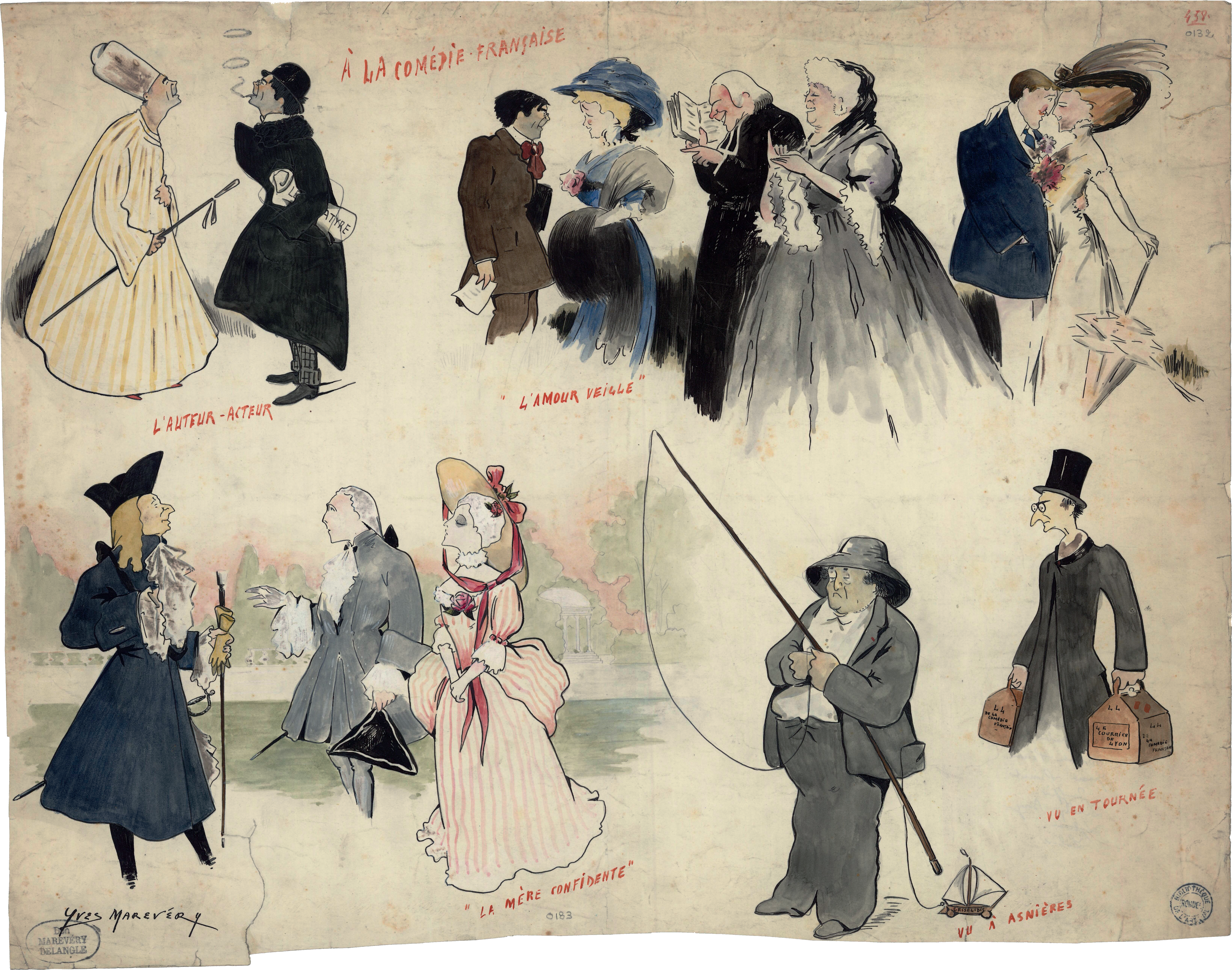
L’amour veille, dessin d'Yves Marevéry, 1907.
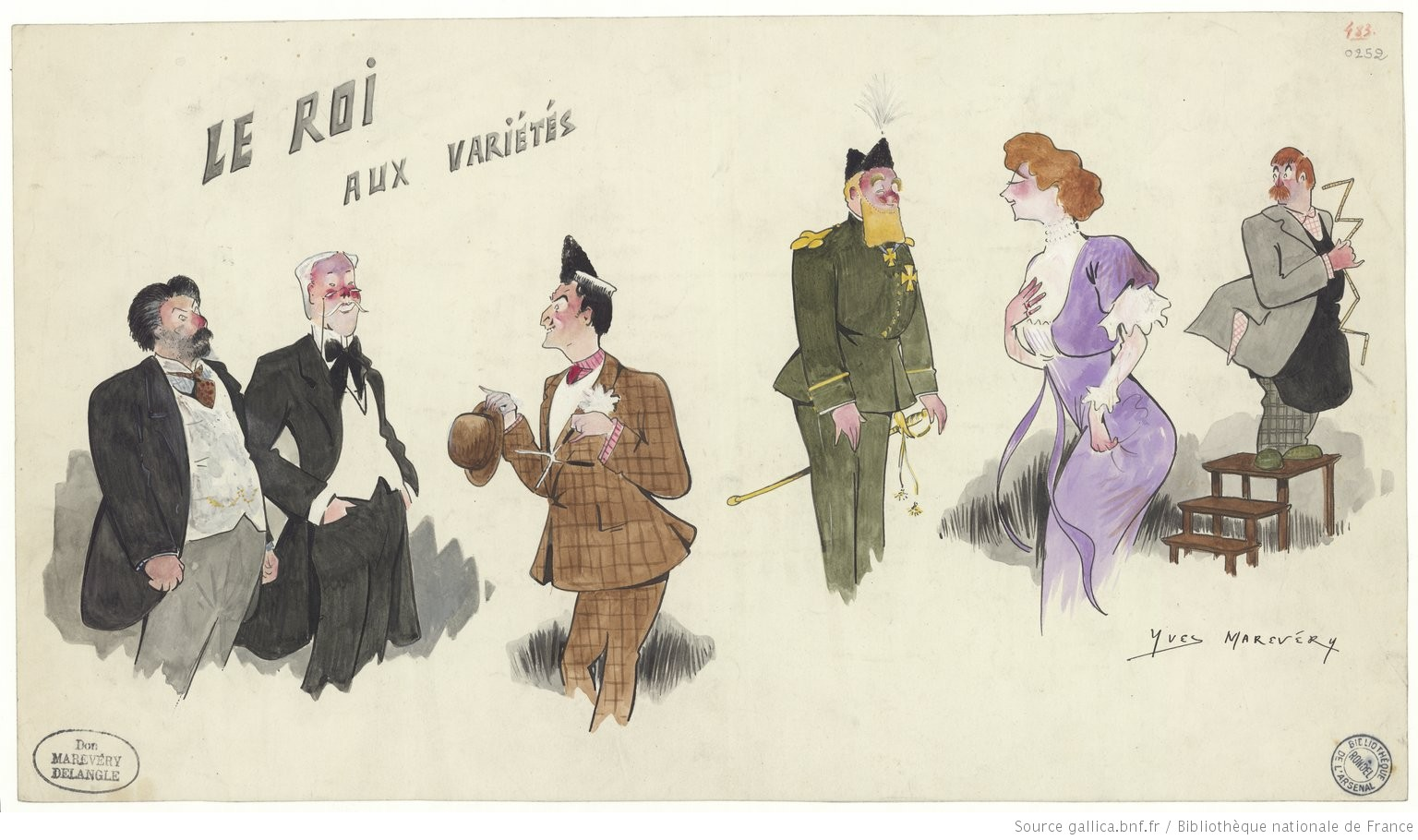
Le Roi, dessin d'Yves Marevéry, 1908.
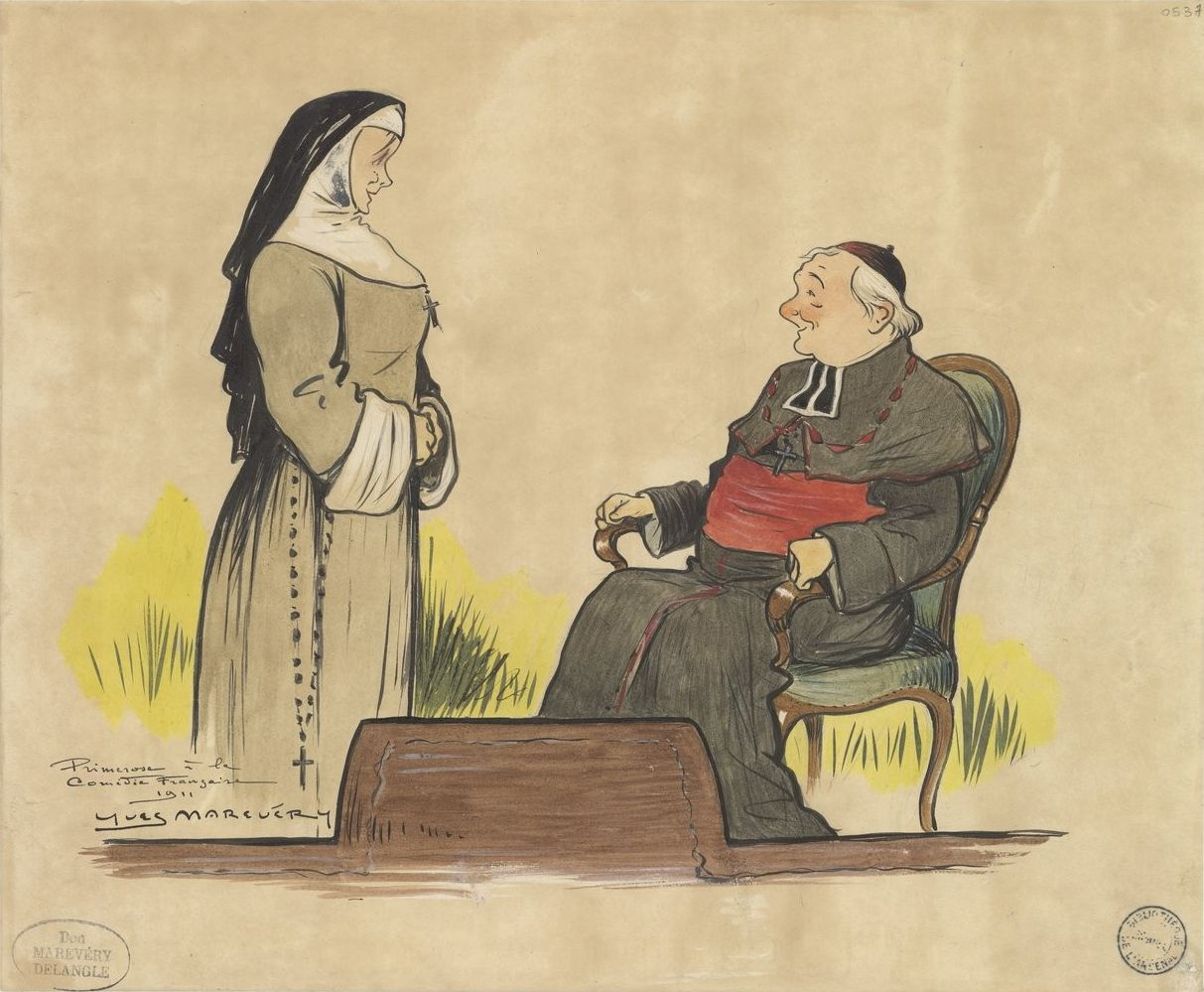
Primerose, dessin d'Yves Marevéry, 1911.
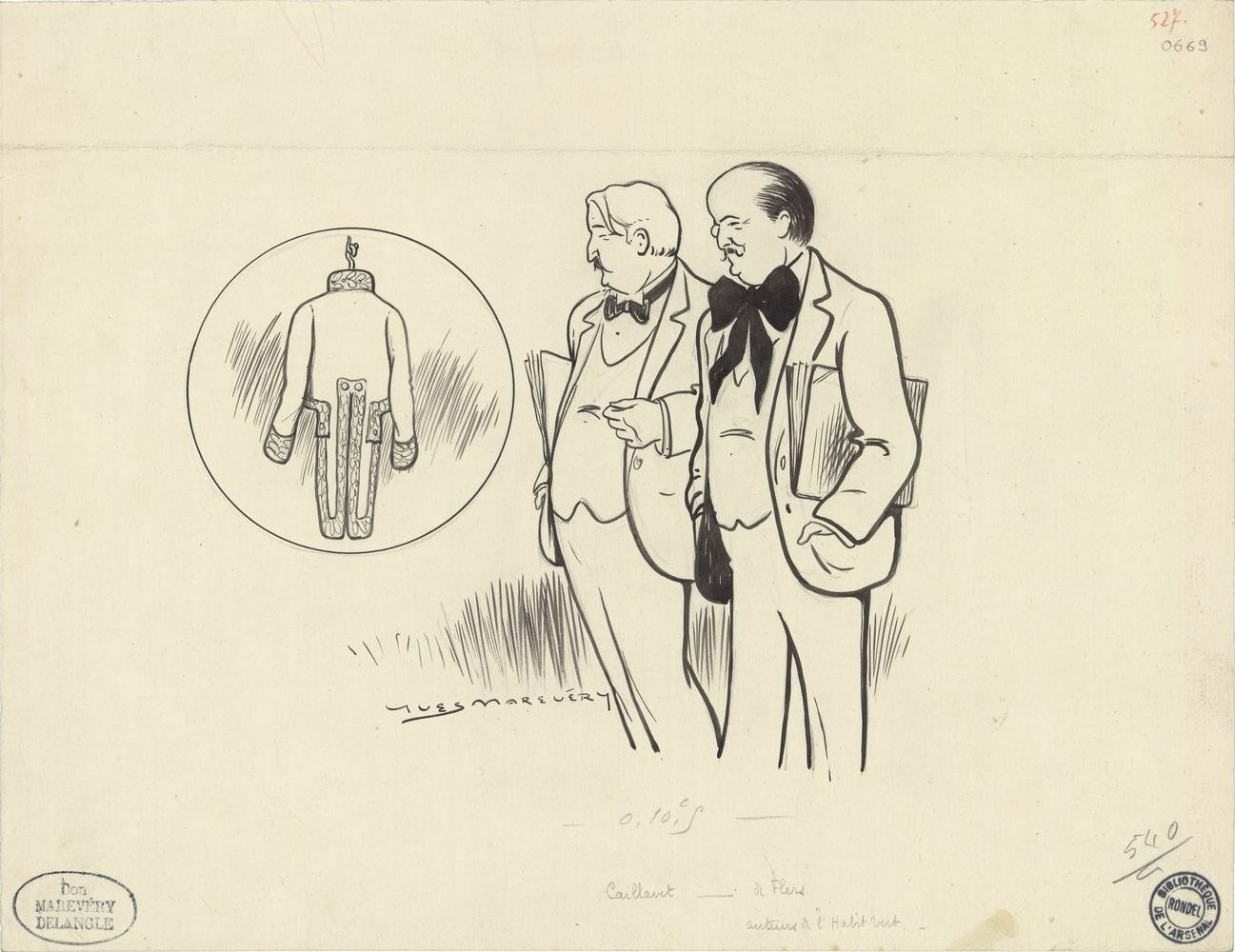
Gaston Arman de Caillavet et Robert de Flers, auteurs de la pièce de théâtre L'Habit vert, dessin d'Yves Marevéry, 1912.